# Trimaran

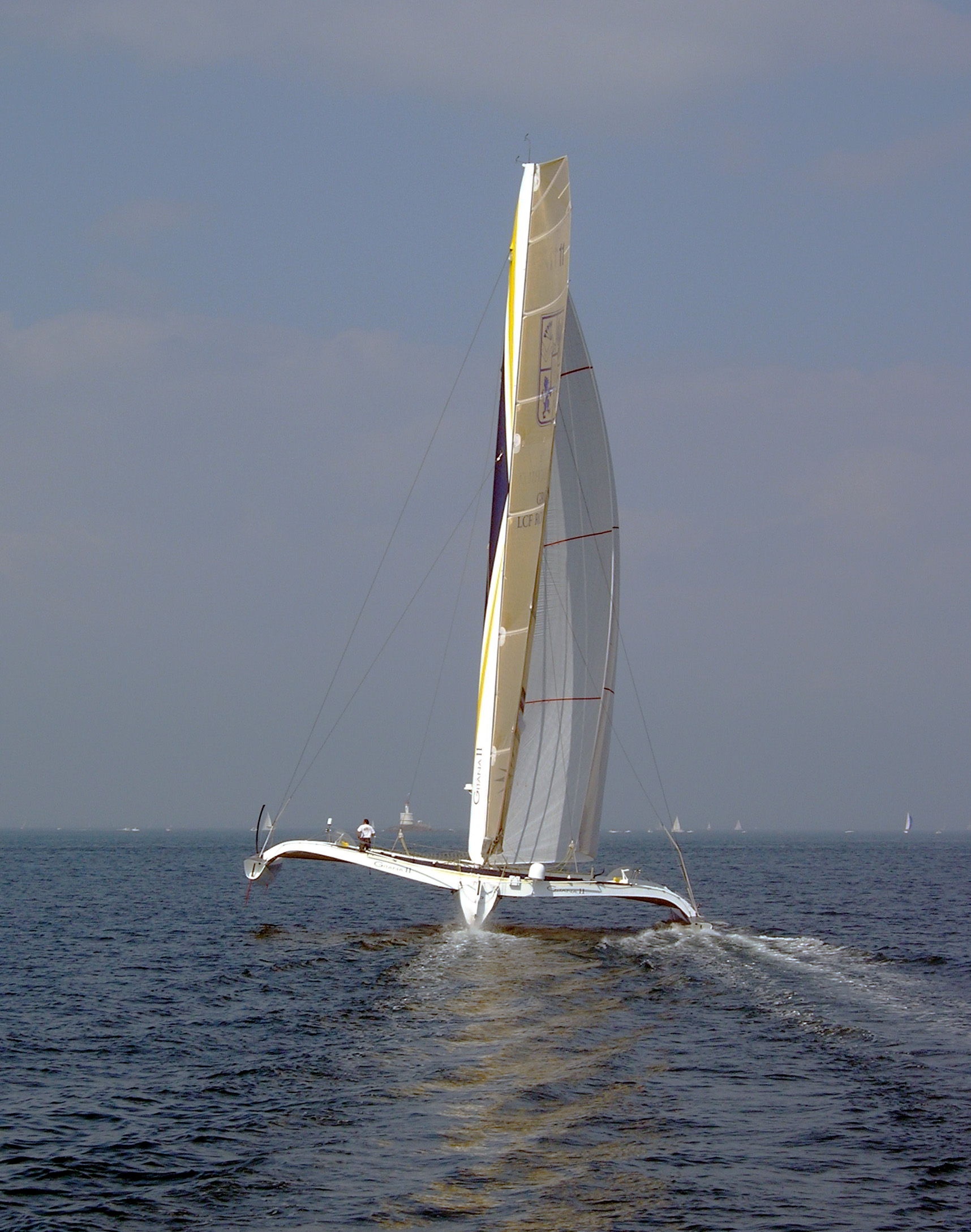
Trimaran Gitana 11 von hinten: Bei modernen Regattatrimaranen hebt sich unter Segeln meist ein Rumpf aus dem Wasser.

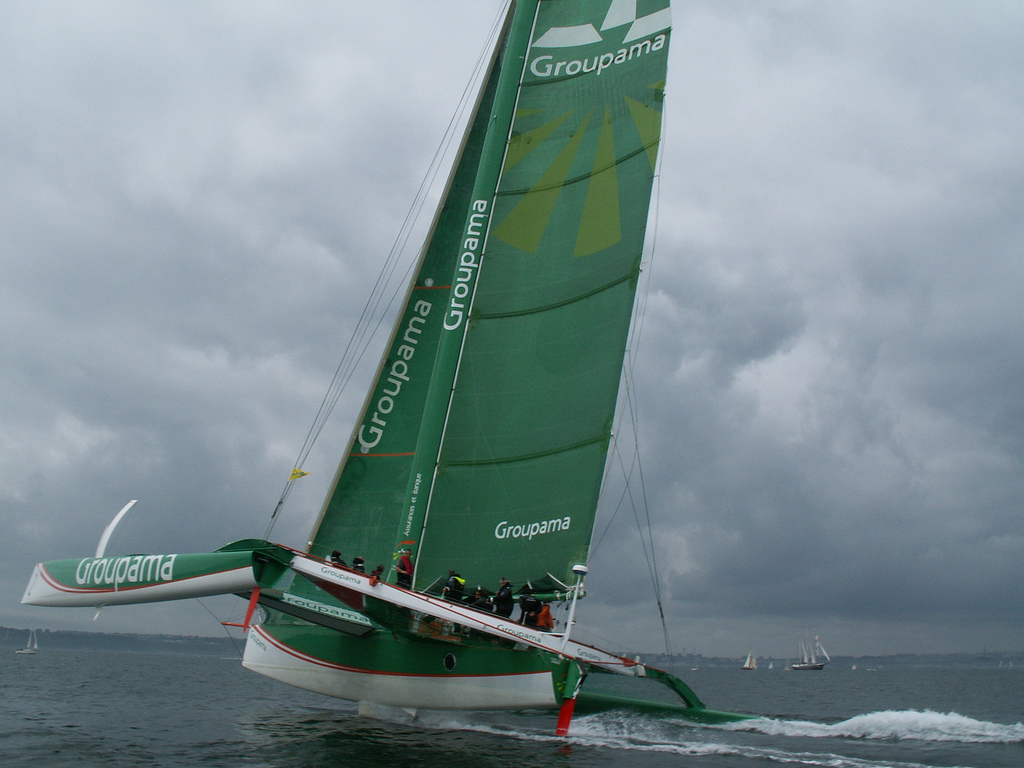
Bei höheren Segelgeschwindigkeiten verlässt selbst der mittlere Rumpf großenteils das Wasser (Groupama 2 von Franck Cammas).

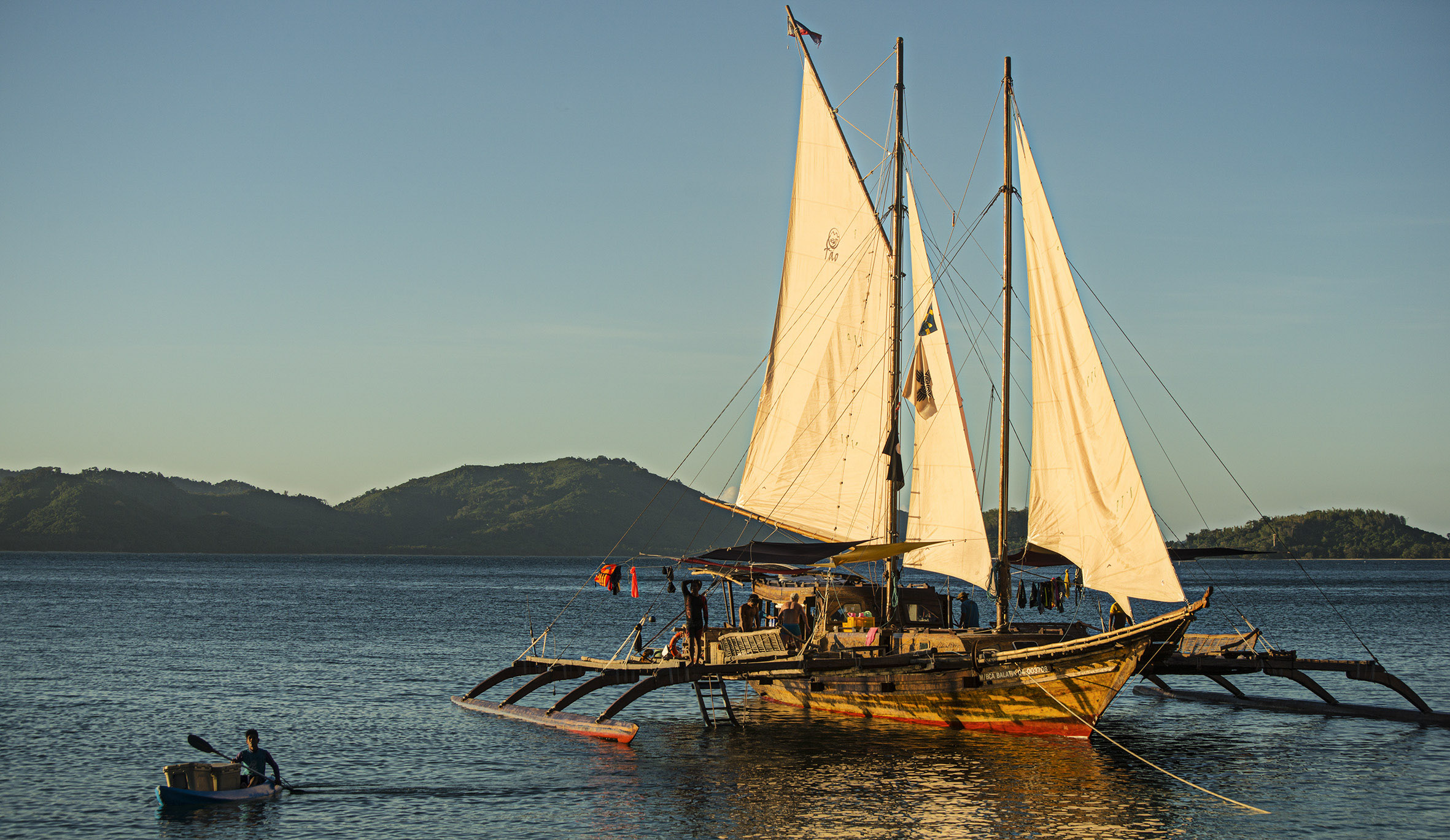
Trimaran vor den Philippinen

Ein Trimaran ist ein Boot oder Schiff mit drei – in mehr oder weniger großem Abstand – parallel angeordneten, schmalen Rümpfen. Der mittlere Rumpf ist der größte, die beiden seitlichen dienen der Kippstabilität.
Wie der Katamaran, der zwei Rümpfe hat, gehört der Trimaran zu den Mehrrumpfbooten, die sich durch hohe Geschwindigkeiten auszeichnen. Dabei haben sich Trimarane aus den traditionellen Auslegerkanus entwickelt, die auch heutzutage noch in vielen Ländern Südostasiens benutzt werden. Unter Segelbooten sind Trimarane heute in der Regel die schnellsten Boote überhaupt und halten beispielsweise die Rekorde für die schnellste Weltumsegelung oder Atlantiküberquerung.
Boote mit mehr als drei Rümpfen (Tetramaran, Pentamaran) sind sehr selten.

## Vor- und Nach-Teile
Der Trimaran gehört, wie der Katamaran, zu den Mehrrumpfbooten. Diese haben verglichen mit Einrumpfbooten
zwei erhebliche Vorteile
Sie:
- sind deutlich schneller und
- haben wesentlich weniger Tiefgang, d. h. man kann mit ihnen viel näher ans Ufer fahren.

Nachteil
Wenn Mehrrumpfboote gekentert sind, sind sie schwerer wieder aufzurichten als vergleichbare Einrumpfboote. Gekenterte Trimarane sind in der Regel nur mit technischem Aufwand wieder aufzurichten.

## Nutzung

### Sportbootbau
Trimarane mit Kajüte bis ca. 9 Metern Länge bieten mehr Platz in der Kajüte als ein Katamaran gleicher Länge. Bei Längen darüber hinaus bieten Katamarane deutlich mehr Platz. Sportboot-Trimarane werden in Serie (Stand Aug. 2007) bis ca. 12 Metern Länge gebaut. Renn- und Experimental-Trimaran-Konstruktionen gibt es in allen Größen. Einrumpfboote bieten, bei gleicher Länge, mehr Platz in der Kajüte. Trimarane bieten auf den Netzen, die zwischen den Rümpfen gespannt sind, deutlich mehr Platz auf dem Schiff als Einrumpfboote.
Viele Trimaran-Konstruktionen können im Gegensatz zum Katamaran die Ausleger einklappen. Dadurch kann der Trimaran auf einem Anhänger transportiert und geslippt werden oder platzsparend im Hafen anlegen.
Es existieren experimentelle Designs auf Trimaran-Basis mit im Wasser befindlichen Tragflügeln, die für ein windgetriebenes Fahrzeug extrem hohe Geschwindigkeiten durch beziehungsweise über Wasser erreichen können. Durch negatives Anstellen des Luv-Flügels und des Achter-Flügels und positives Anstellen des Lee-Flügels kann ein nur von der Geschwindigkeit abhängendes aufrichtendes Moment erzeugt werden. Das Material und die Beständigkeit des Windes setzen jedoch Grenzen.

#### Hochgeschwindigkeitsboot
Trimarane halten (Stand 2011) alle wichtigen Geschwindigkeitsrekorde von Segelbooten.
Kurzstrecken
Im Bereich der Kurzstreckenrekorde errang mit dem Tragflügelboot Hydroptère 2007 erstmals ein Trimaran den Geschwindigkeitsrekord über eine Meile (vorher: Windsurfer) und 2009 zeitweilig den Rekord über 500 Meter (vorher Wind- und Kitesurfer); nur auf der kurzen Strecke von 500 Metern gelang es den zu den Seglern gezählten Kitesurfern, den „Segelrekord“ wieder zu übernehmen (Stand 2010); unter den Segelbooten hat der Trimaran hingegen keine Konkurrenz.
24-Stunden
Seit dem 1. August 2009 steht der 24-Stunden-Rekord bei 908,2 Seemeilen (Durchschnittsgeschwindigkeit 37,8 Knoten), als dem französischen 40-Meter-Trimaran Banque Populaire V eine Rekordatlantiküberquerung von New York nach Lizard Point gelang. Die Durchschnittsgeschwindigkeit der gesamten 3 Tage 15 Stunden und 25 Minuten dauernden Fahrt betrug 33 Knoten (61 km/h)
Langstrecken
Auch für Langstrecken-, d. h. Hochseerekorde werden inzwischen vor allem Trimarane eingesetzt.
So ging der Rekord für die schnellste Weltumsegelung 1997 erstmals an einen Trimaran (Sport-Elec von Olivier de Kersauson) und ab 2010 (Stand 2011) erneut (Groupama 3 von Franck Cammas). Unter Einhandseglern steuerte Alain Colas bereits 1973 erstmals einen Trimaran (Manureva, ex-Pen Duick IV) zum Weltumsegelungsrekord, und seit 2004 (IDEC von Francis Joyon) wurde die jeweilige Bestzeit nur noch von Trimaranen unterboten (Stand 2011).
Den aktuellen Rekord (2017) hält der französische Segler François Gabart mit seinem 30 Meter langen Trimaran MACIF. Der 34-Jährige kreuzte die Start- und Ziellinie vor Brest nach nur 42 Tagen, 16 Stunden, 40 Minuten und 35 Sekunden. Gabart war somit um sechs Tage und fast zehn Stunden schneller als der vorherige Rekordhalter Thomas Coville.

### Militärische Verwendung

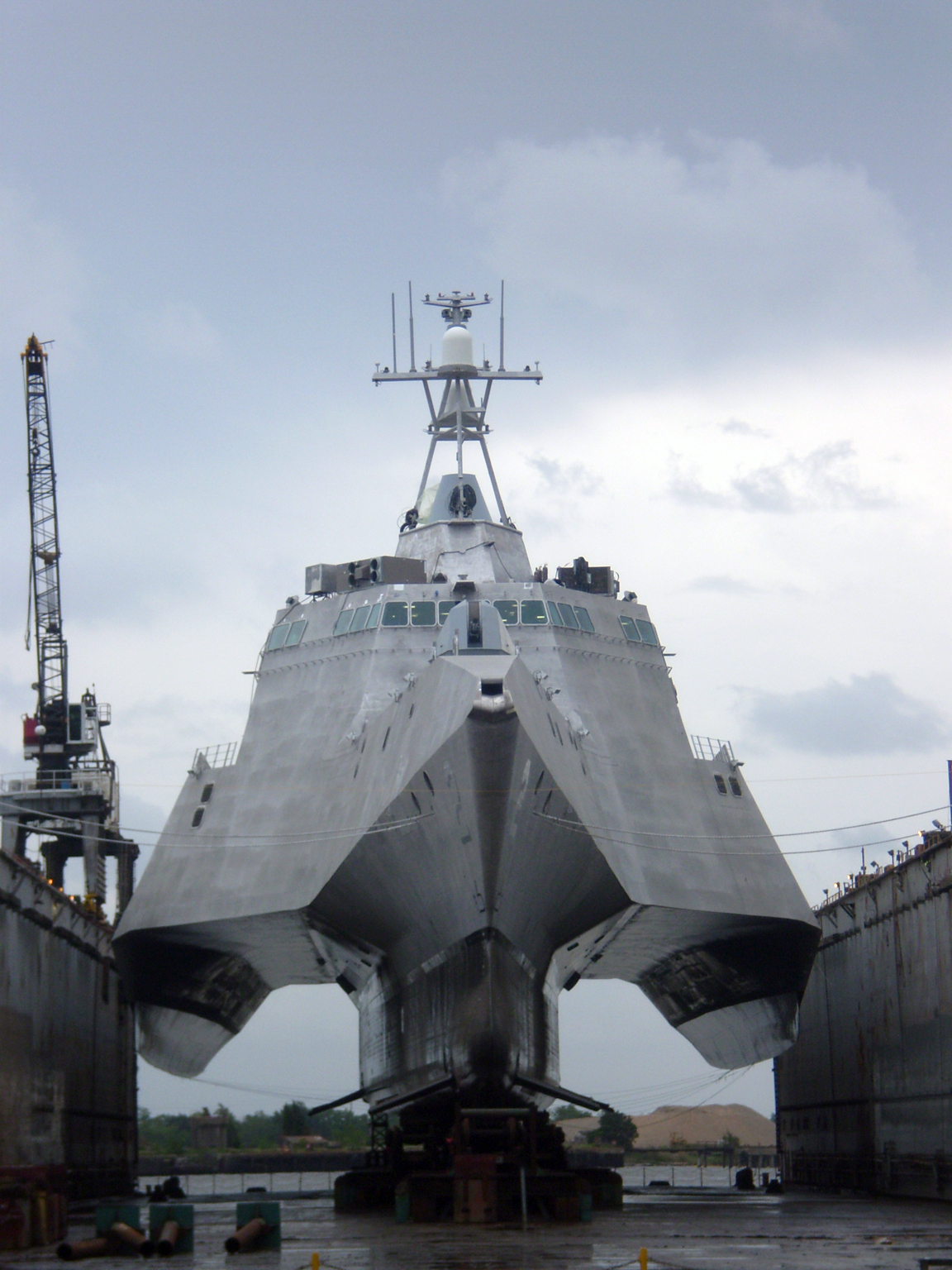
Kriegsschiff für küstennahen Einsatz (Littoral Combat Ship), der Independence-Klasse, der US-Marine, aus dem Jahr 2010, Blick von vorne auf den Rumpf

Während Trimarane bisher fast ausschließlich Verwendung im Segelsport fanden, führte die britische Royal Navy von 2000 bis 2004 Tests mit dem Versuchstrimaran Triton im Rahmen des Future-Surface-Combatant-Programms durch. Die Royal Navy plante, neue Fregatten im Trimaran-Design zu bauen. Ein Höhepunkt der Testreihen war 2001 die weltweit erste Landung eines Hubschraubers an Bord eines Trimarans. 2005 entschied das Verteidigungsministerium jedoch, das Projekt aus Kostengründen abzubrechen. Die Triton wurde danach in der Meeresforschung eingesetzt. Seit 2007 ist sie als Patrouillenboot für den australischen Zoll im Einsatz.
Die United States Navy erprobte seit 2009 für ihr Littoral Combat Ship mit der Independence-Klasse einen Trimaran. Die erste Einheit der Klasse, USS Independence, wurde im Januar 2010 in Dienst gestellt.

### Fahrgastschiffe

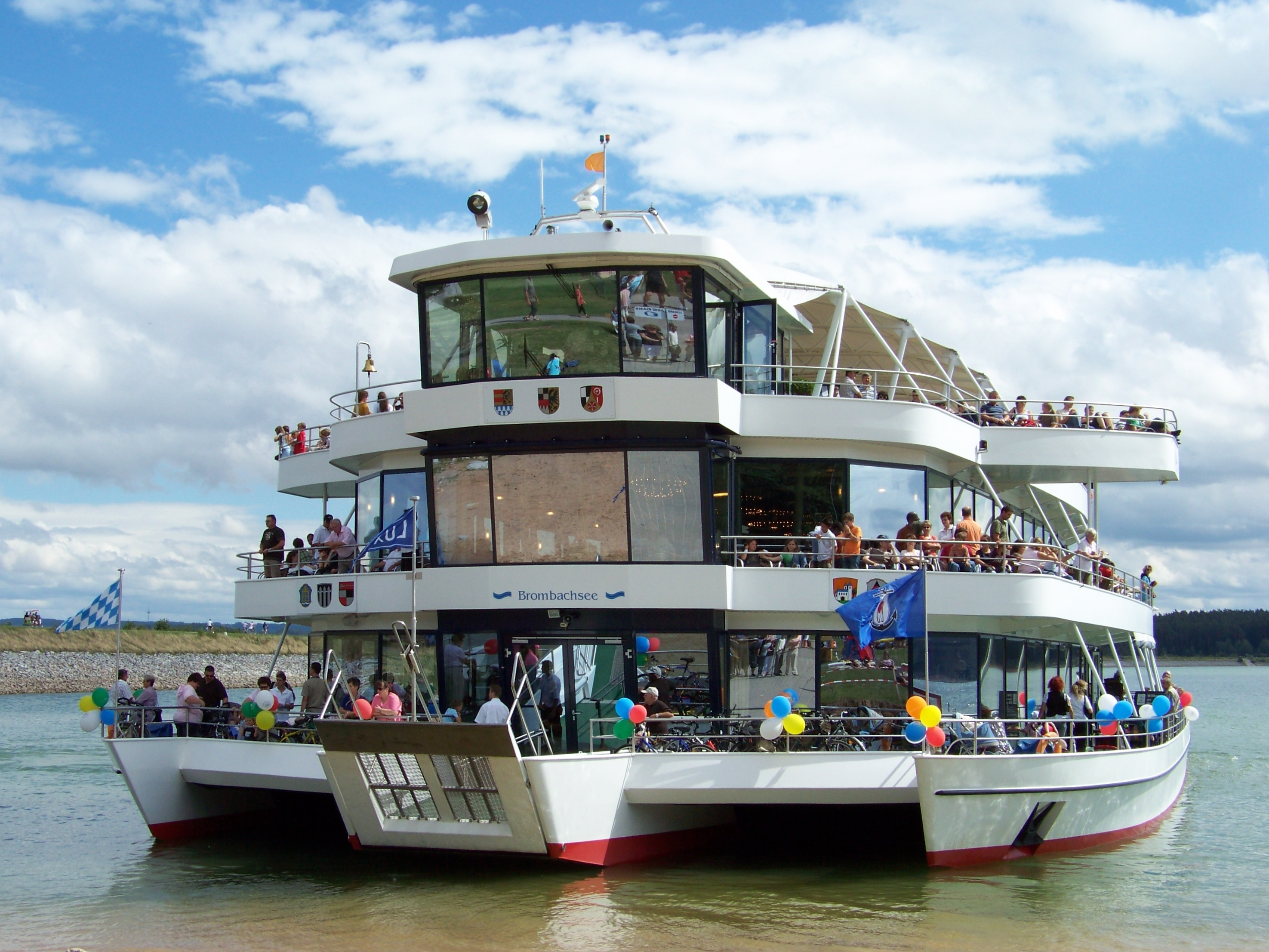
Fahrgastschiff Brombachsee

Auf dem Großen Brombachsee wird seit einigen Jahren auch der, laut Betreiber, erste Fahrgast-Trimaran auf einem Binnengewässer in der Fahrgastschifffahrt eingesetzt.

### Fähren

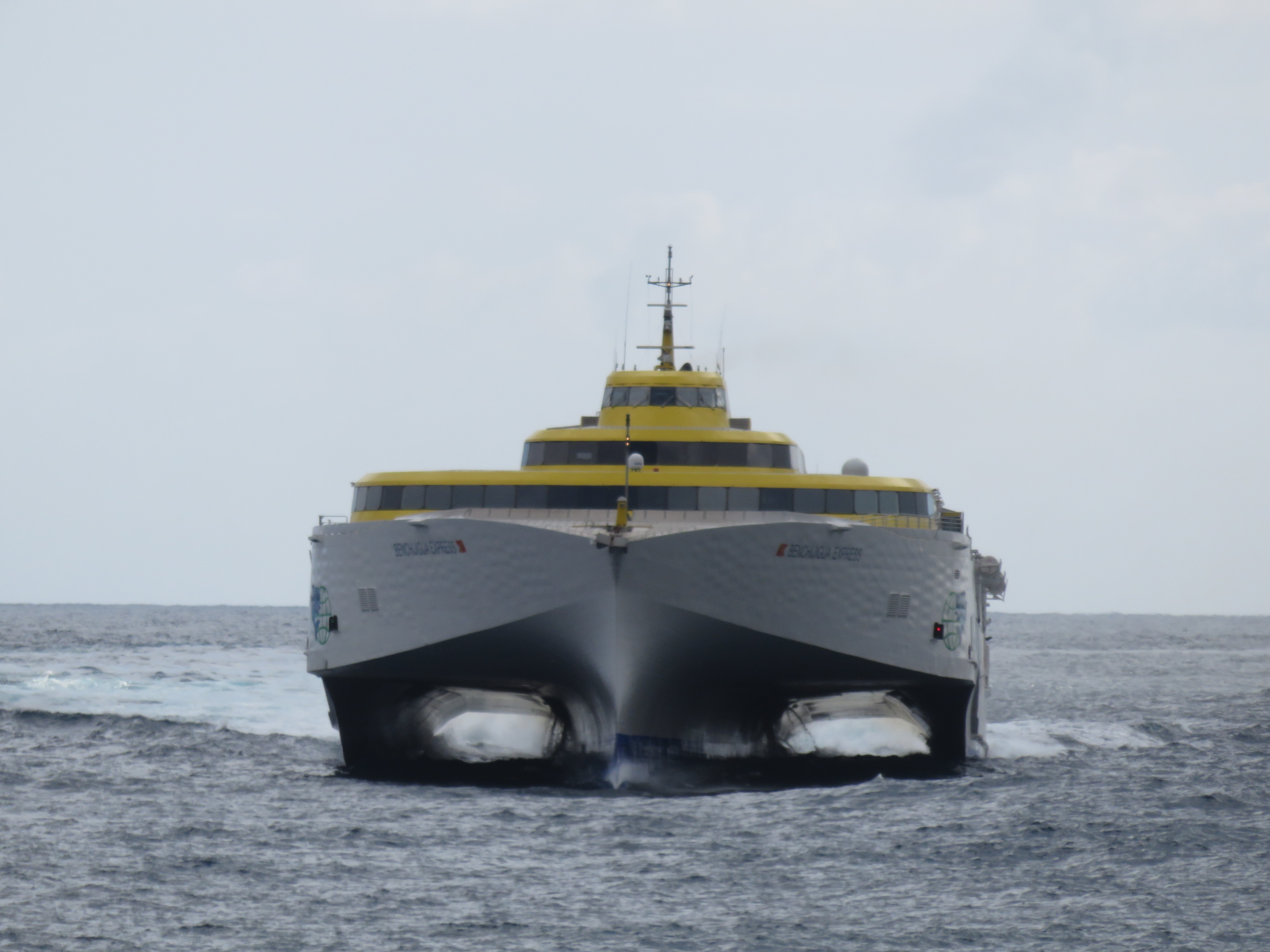
Fähre
Benchijigua Express

Der nach der Independence-Klasse zweitgrößte Trimaran der Welt ist die 40,5 Knoten schnelle Fähre Benchijigua Express der Reederei Fred. Olsen, S.A. Die 126,7 Meter lange und 30 Meter breite Schnellfähre verkehrt zwischen den Kanarischen Inseln Teneriffa, La Gomera und La Palma. Sie bietet 1.290 Fahrgästen und bis zu 340 Autos Platz. Gebaut wurde sie von der australischen Werft Austal.

## Abwandlungen
Ausleger vorne oder hinten
Trimarane, bei denen die Ausleger nach vorne verlagert sind, heißen Hydroplane; 
 solche, bei denen die Ausleger nach hinten verlagert sind, heißen Canard.

### Trimarane mit faltbaren Auslegern
Trimarane, die ihre Ausleger an den Rumpf anlegen können, werden von einigen Herstellern gebaut. Diese Konstruktion erlaubt das Anlegen in normalen Hafenboxen für Einrumpfyachten oder vereinfacht auch den Transport an Land.
Es werden mindestens fünf technische Konzepte genutzt:
- Trimax trimarans verwendet einen Faltmechanismus[4]
- Astusboats verwendet einen Teleskopmechanismus, der die Ausleger mit dem Hauptrumpf verbindet.
- Corsair Marine nutzt eine vertikale Gelenkverbindung.[5]  Dieses System wurde von Ian Farrier (1947–2017)[6] entworfen und 1975 patentiert und zuerst von Trailertri und dann von Corsair Marine und OSTAC eingesetzt. Ian Farrier entwickelte die Corsair-Yachten F-27, F-28, F-24, F-24 MK II und F-31. Als Farrier im Jahr 2000 die Firma verließ, um Farrier Marine zu gründen, kaufte Corsair Marine die Rechte an Farriers F-24, F-28 und F-31 Booten. Zu diesem Zeitpunkt wurde Warenzeichen und Segelzeichen von Farriers „F-“ zu Corsairs „C“ geändert, und die Boote wurden in C24, C28 und C31 umbenannt.[7]
- Farrier Marine verwendet den gleichen vertikalen Faltmechanismus wie Corsair Marine. Die Farrier-Yachten sind als F-Boats bekannt (F-82, F-36 etc.).
- Der finnische Yachtbauer Whisper nutzt ebenfalls einen vertikalen Faltmechanismus[8]
- Das dänische Yachtbau-Unternehmen Quorning Boats nutzt für seine Dragonfly Trimarane eine fast horizontale Gelenkverbindung, die SwingWing genannt wird[9]. Der leichte Winkel erlaubt das Einklappen an den tieferen, schmaleren Bereich des Hauptrumpfes und erhöht auch die Stabilität des Trimarans in eingeklapptem Zustand. Eine ähnliche horizontale Gelenkverbindung nutzt auch die Seaon 96CRB. Dieses System wurde zuerst benutzt für Ocean Bird-Trimarane, die von John Westell entworfen und von Honnor Marine Ltd of Totnes[10] gebaut wurden.
- Telstar 28 nutzt einen horizontalen Faltmechanismus und zusätzlich ein einfaches System zum Aufbau des Mastes, um einen einfachen Trailertransport zu ermöglichen.[11]

## Sonstiges
Im Science-Fiction-Film Waterworld (1995) durchfährt der Protagonist (dargestellt durch Kevin Costner) die Meere mit einem High-Tech-Trimaran. Im Film sind das Innere des Schiffes sowie zahlreiche Segel- und Anlege-Manöver zu sehen.
Als schnellster Trimaran der Welt gilt (Stand 2009) die Hydroptère; sie kann mehr als 100 km/h erreichen.
Die Cloudia ist ein Experimental-Trimaran mit Flettner-Rotor.